# Гнус

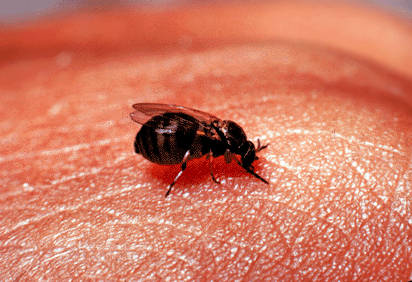
Мошка — типовий представник гнусу

Гнус — збірна назва кровососучих двокрилих комах.

## Розповсюдження
Розповсюджений по всій земній кулі, окрім віддалених островів, Арктики і Антарктиди. Розвиток і масове розмноження гнусу пов'язане з водою, стоячою і проточною, із заболоченими місцями і з високим рівнем ґрунтових вод. Осередки постійного масового розмноження в більшості випадків приурочені до неосвоєних або мало освоєних місць. У колишньому СРСР більше всього гнусу в тундрі, лісотундрі і тайзі. У лісостепу, особливо в степу, напівпустелях та пустелях масовий розвиток приурочений до заплав крупних річок, до їх дельт і до прибережної частини, зазвичай сильно засолених.

## Загальні відомості
Видовий склад та чисельність залежить від ландшафтно-географічних та кліматичних умов. До складу гнусу входять комарі, мошки, мокреці, ґедзі, а також ряд кровососних мух (осіння жигалка, коров'яча жигалка та ін.), на півдні — москіти. Протягом сезону спостерігається зміна переважних груп і видів кровососів. У широколистяних лісах Далекого Сходу першими починають нападати мокреці, потім до них приєднуються комарі, а потім ґедзі; до середини літа мокреці зникають, але збільшується чисельність комарів родів Culex і Anopheles, а масові види ґедзів поступово змінюють одне одного. Найінтенсивніше гнус нападає у порівняно теплу, тиху (без вітру) погоду. Деякі види комарів та мокреців, мошки, ґедзі нападають вдень. Інші види комарів та мокреців, москіти — у передвечірні сутінки або вночі.

## Збитки заподіяні гнусом

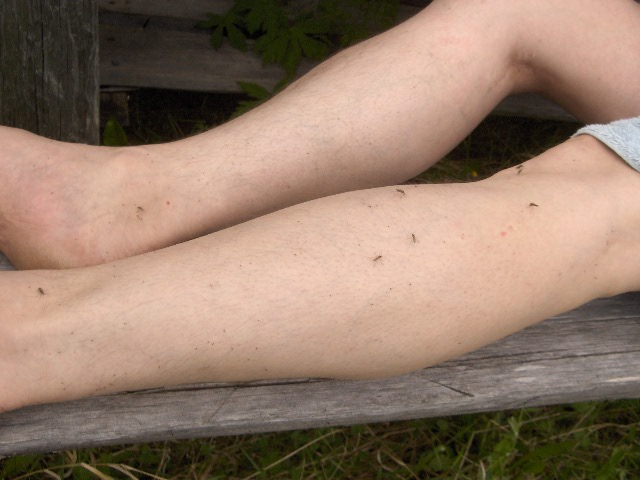
Гнус на людині

Економічний збиток, заподіюваний гнусом досить великий. У людей, що працюють в період масового літа гнусу, сильно знижується продуктивність праці, зростає число випадків виробничого травматизму; гнус перешкоджає нормальному відпочинку і сну. Слина кровососів, що потрапляє в шкіру при уколі, отруйна, викликає в місці уколу свербіння, часто — запалення і набряки. Тварини, що піддалися нападу гнусу, перестають пастися, перебувають у постійному русі, забираються в гущавину чагарників або у воду. В результаті вони втрачають у вазі, надої молока падають.
Багато видів гнусу є механічними та специфічними переносниками збудників ряду хвороб людини та тварин: зокрема мухи іноді можуть поширювати сибірку. Комарі — специфічні переносники збудників малярії людини та тварин, птахів, японського енцефаліту, гарячки Рифт Валлі, західного й східного енцефаломієлітів коней, анаплазмоза великої рогатої худоби, туляремії та ін. хвороб. Мошки переносять збудників онхоцеркоза великої рогатої худоби та кровепаразитарних захворювань свійських птиць; мокреці — збудників онхоцеркоза, африканської чуми коней і японського енцефаліту; ґедзі — збудників трипаносомоза верблюдів і коней. Москіти, наприклад, переносять збудників лейшманіозів і гарячки паппатачі.

## Методи боротьби
Різноманітність біології окремих груп гнусу дуже утруднює боротьбу з ним в цілому. Загальні протиличинкові заходи практично неможливі. Найбільше значення мають неспецифічні заходи боротьби і профілактики. Планове культурне освоєння території знижує чисельність окремих груп або всього комплексу кровососів. Так, в результаті вибіркової вирубки в широколистяних лісах на Далекому Сході відбувається підсихання лісової підстилки і різко знижується чисельність мокреців. Регулювання стоку води в річках, особливе будівництво гідроелектростанцій, приводить до значного скорочення чисельності мошок. Дренаж та інші осушні і меліоративні роботи сприяють зменшенню чисельності комарів, ґедзів і мокреців. Для індивідуального захисту людей і сільськогосподарських тварин застосовують репеленти, що відлякують найбільше число груп і видів гнусу. Застосовується механічний захист від зальоту гнусу в приміщення (сітки на вікна і двері), добудова тамбурів. Кровососів, що вилетіли, знищують в природі і в приміщеннях за допомогою отруйних димів і туманів.